# Nikaea longipennis
Nikaea longipennis är en fjärilsart som beskrevs av Walker 1855. Nikaea longipennis ingår i släktet Nikaea och familjen björnspinnare. Inga underarter finns listade i Catalogue of Life.